# 며느리 (영화)
"며느리"는 1972년 공개된 대한민국의 영화이다.

## 배역
- 고은아
- 윤정희
- 박노식
- 김희라
- 김창숙
- 한은진
- 김성옥
- 최삼
- 김칠성
- 박상익
- 권일정
- 황백
- 이창식
- 김동포
- 손전
- 임예심
- 이영호
- 황민
- 나정옥
- 조학자
- 최일
- 추봉

## 수상
- 1972년 제11회 대종상
  - 여우주연상 - 고은아
  - 촬영상 - 유영길